# Achim Neumann
Achim Neumann, eigentlich Joachim Neumann, (* 1939 in Berlin-Friedrichshain) war ein ehemaliger Fluchthelfer an der innerdeutschen Grenze.

## Werdegang
Neumann war gemeinsam mit seinen Freunden Reinhard Furrer, Hubert Hohlbein und Christian Zobel Mitglied einer studentischen Fluchthelfergruppe um Wolfgang Fuchs. Von April bis Oktober 1964 grub die Gruppe aus einer angemieteten Bäckerei im Haus Bernauer Straße 97 einen Fluchttunnel nach Ost-Berlin, später Tunnel 57 benannt. Zwischen dem 3. Oktober und dem 4. Oktober 1964 gelangten 57 Personen durch den Stollen nach West-Berlin.
Er war in leitender Position im Verkehrsbau tätig und plante als Tiefbauspezialist 60 Tunnel; sein größtes Projekt war der Tunnel unter dem Ärmelkanal.

## Ehrungen
- 29. Oktober 2012: Verdienstkreuz am Bande der Bundesrepublik Deutschland[2]